# علي الكبير بن عطية آل جعفر
علي الكبير بن عطية آل جعفر هو الأمير المؤسس لأول حكم حضري مركزي في حائل وهو الابن الأكبر من أبناء عطيّة خضير آل جعفر الضيغمي.

## حياته
هو علي بن  خضير بن جعفر بن محمد بن شهوان بن منصور الضيغمي زعيم عشيرة عبدة من قبيلة شمر، وصل لزعامة عشيرته في عام 905 هـ، وقد وصلته الزعامة بالوراثة، فهو من بيت الامارة في الضياغم.
وقدتميز الأمير علي بن عطية عن اسلافه انه استطاع تاسيس حكم حضري في أماكن سيطرته، والانتقال من حكم المشيخة البدوي إلى حكم الامارة وكان عمله نواة لتاسيس امارة دولة شمر فيما بعد.
سمي الأمير علي بن عطية بـ علي الكبير واليه تعود الاسرتان الحاكمتان (آل علي وآل رشيد) بالنسب فهو جدهم.